# Sunset Crater Volcano National Monument
Le Sunset Crater Volcano National Monument est un monument national américain du centre-nord de l'Arizona créé pour protéger le cratère Sunset et accessoirement la coulée Bonito. Il est administré par le National Park Service conjointement avec le Wupatki National Monument, tout proche.

## Histoire
En 1928, une société cinématographique hollywoodienne, Famous Players-Lasky Corporation, prévoyait de faire exploser de grandes quantités d’explosifs sur le flanc du cratère au crépuscule afin de créer une avalanche pour le film Avalanche de Zane Grey. Le tollé public suscité par ce plan (jamais réalisé) a conduit en partie à la proclamation du Sunset Crater Volcano National Monument par le président Herbert Hoover en 1930. 

## Tourisme
Un sentier en boucle autoguidé de 1,1 km est situé à la base du cratère Sunset, mais la randonnée jusqu’au sommet n’est pas autorisée. Un sentier permettant d’accéder au sommet et au cratère a été fermé en 1973 en raison de l’érosion excessive causée par les randonneurs. Un centre d’accueil est situé près de l’entrée du parc, à 14 km au nord de Flagstaff, en Arizona, le long de l’U.S. Highway 15.

## Photos

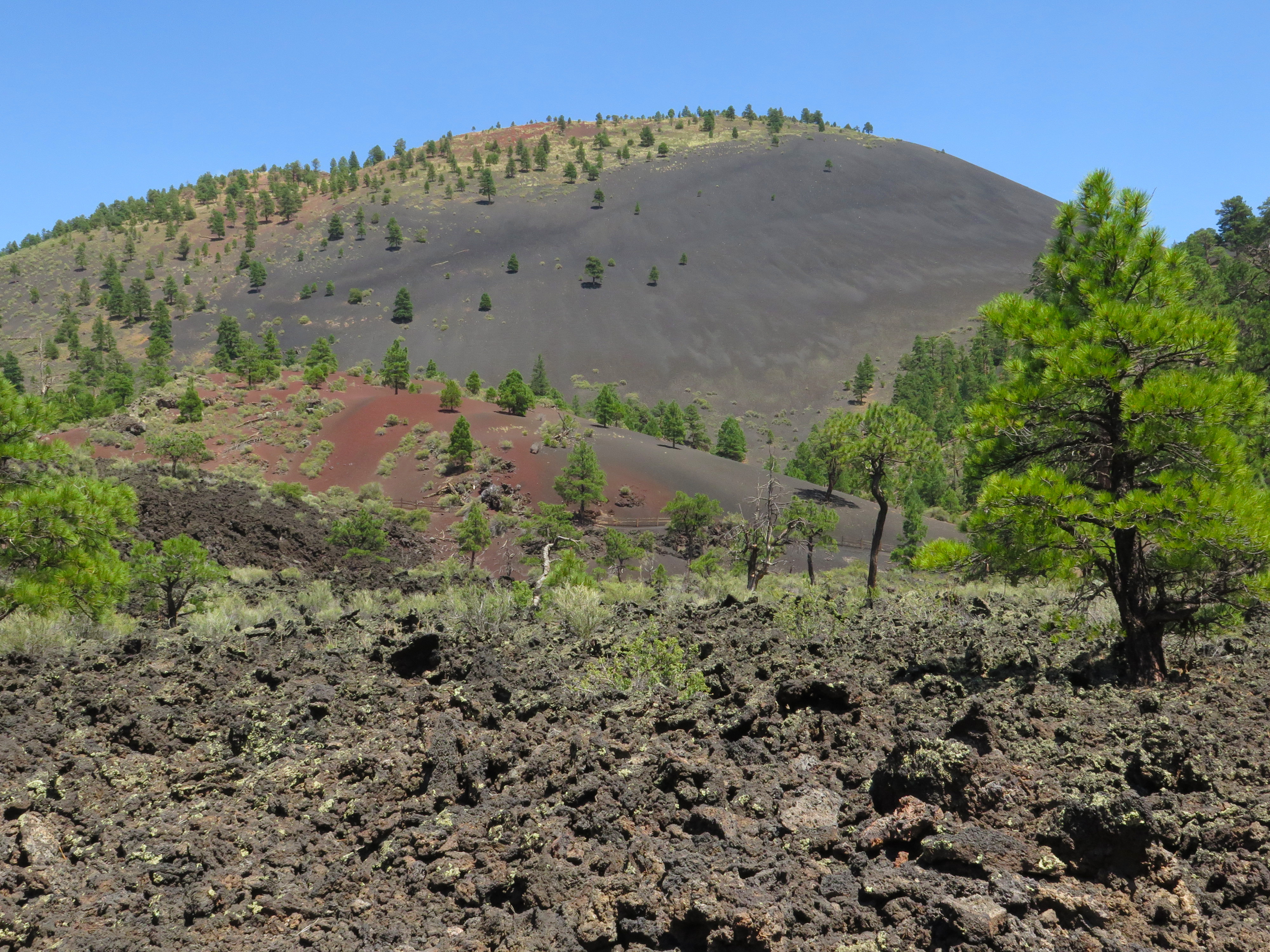
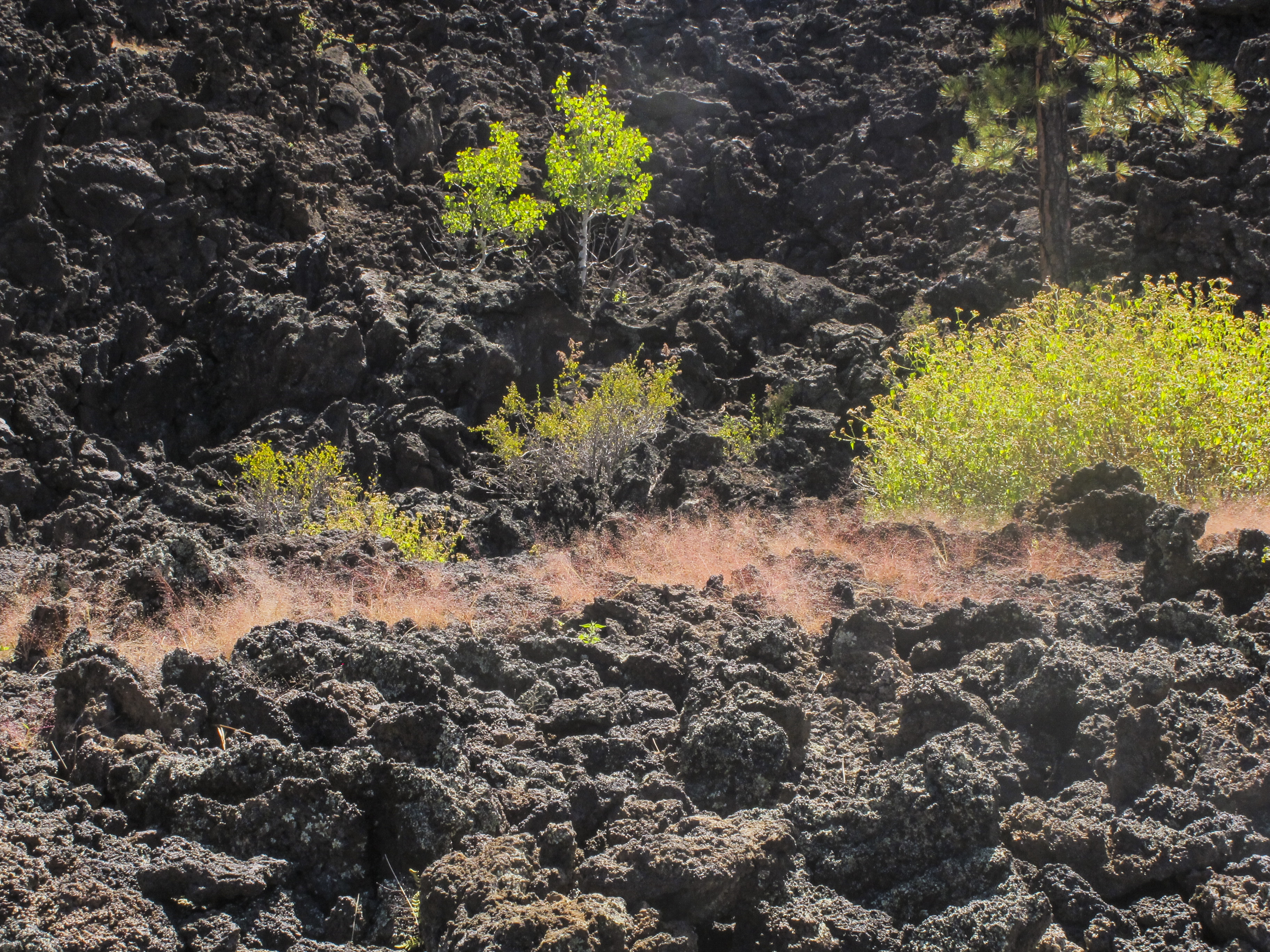
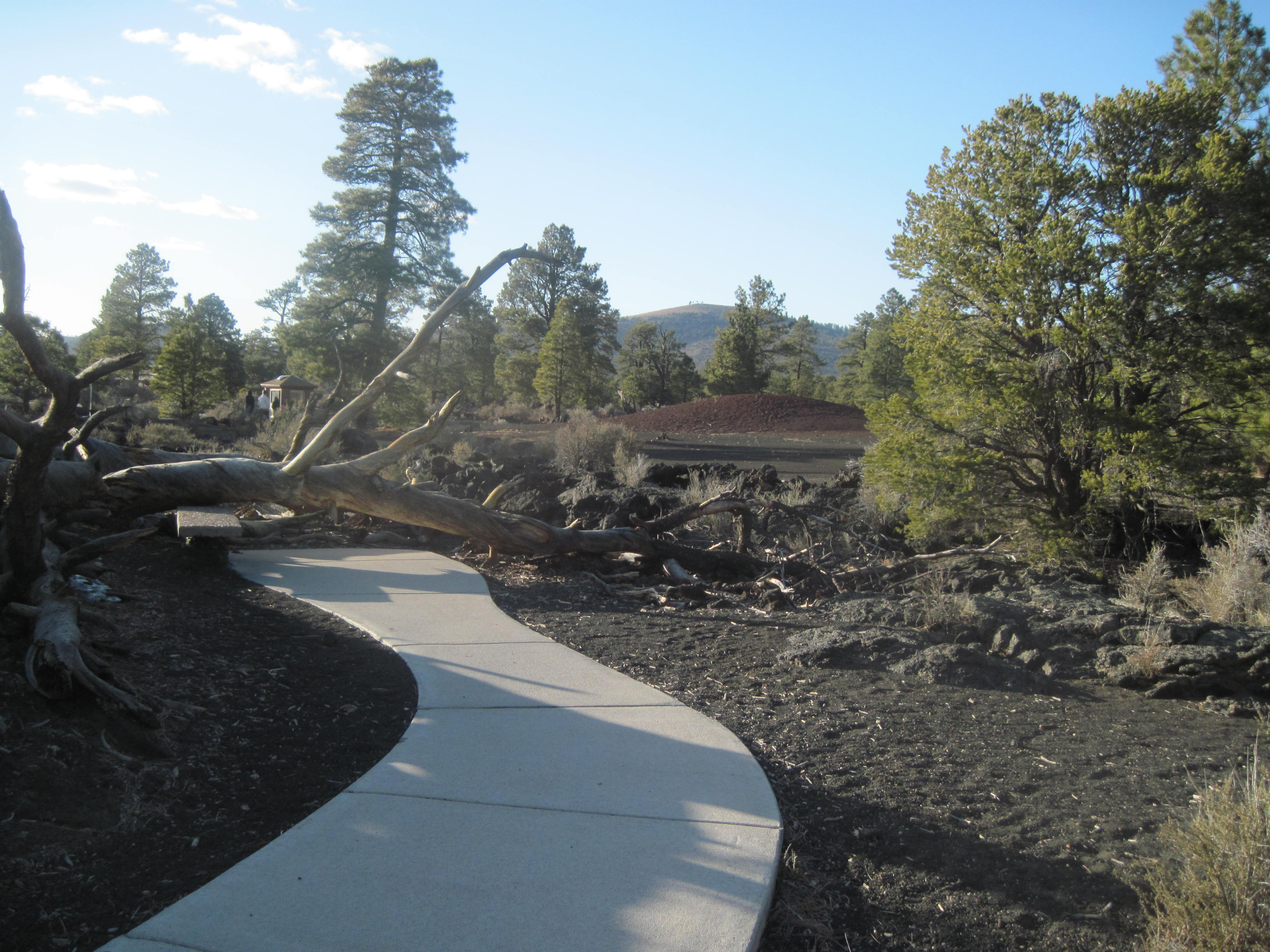
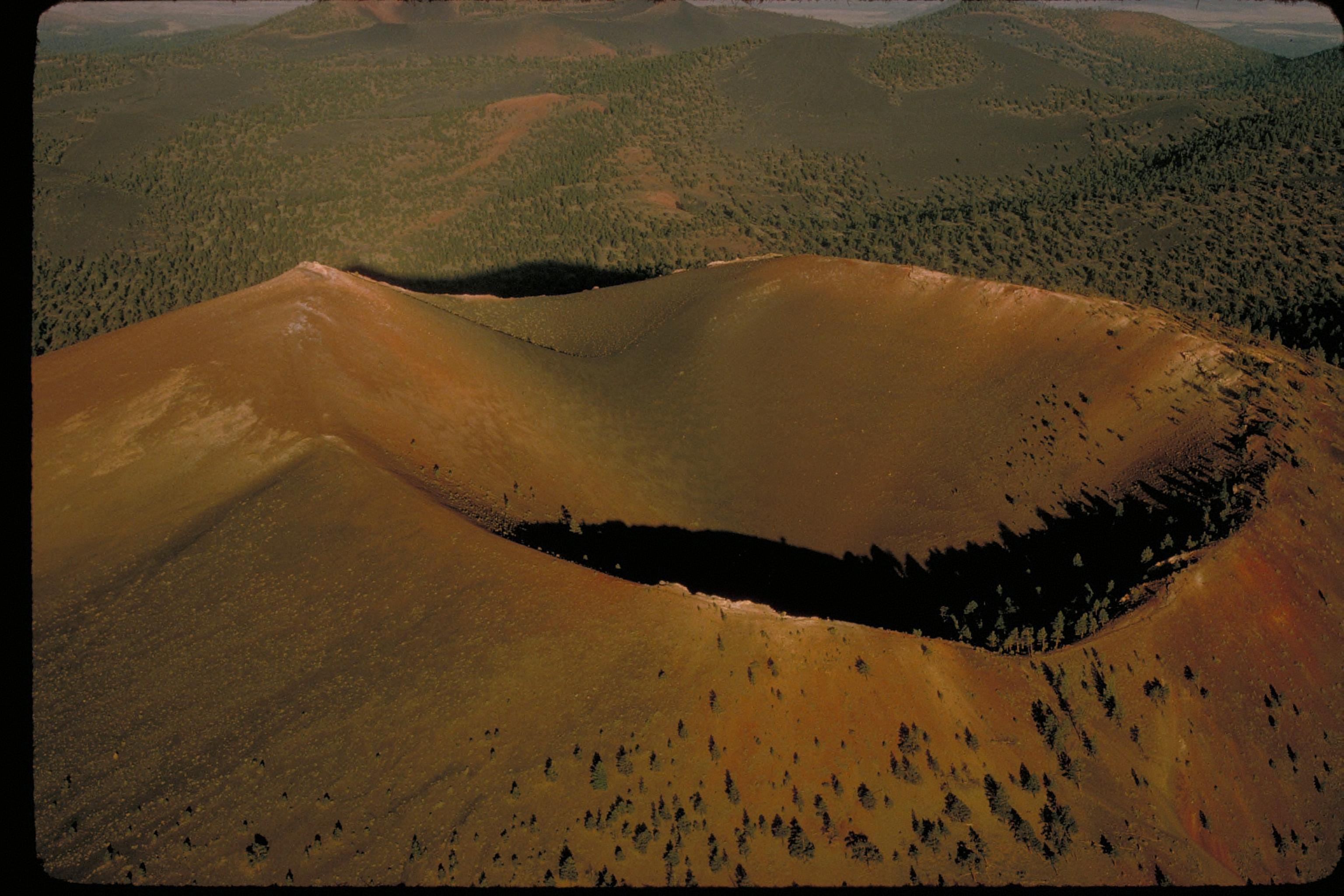
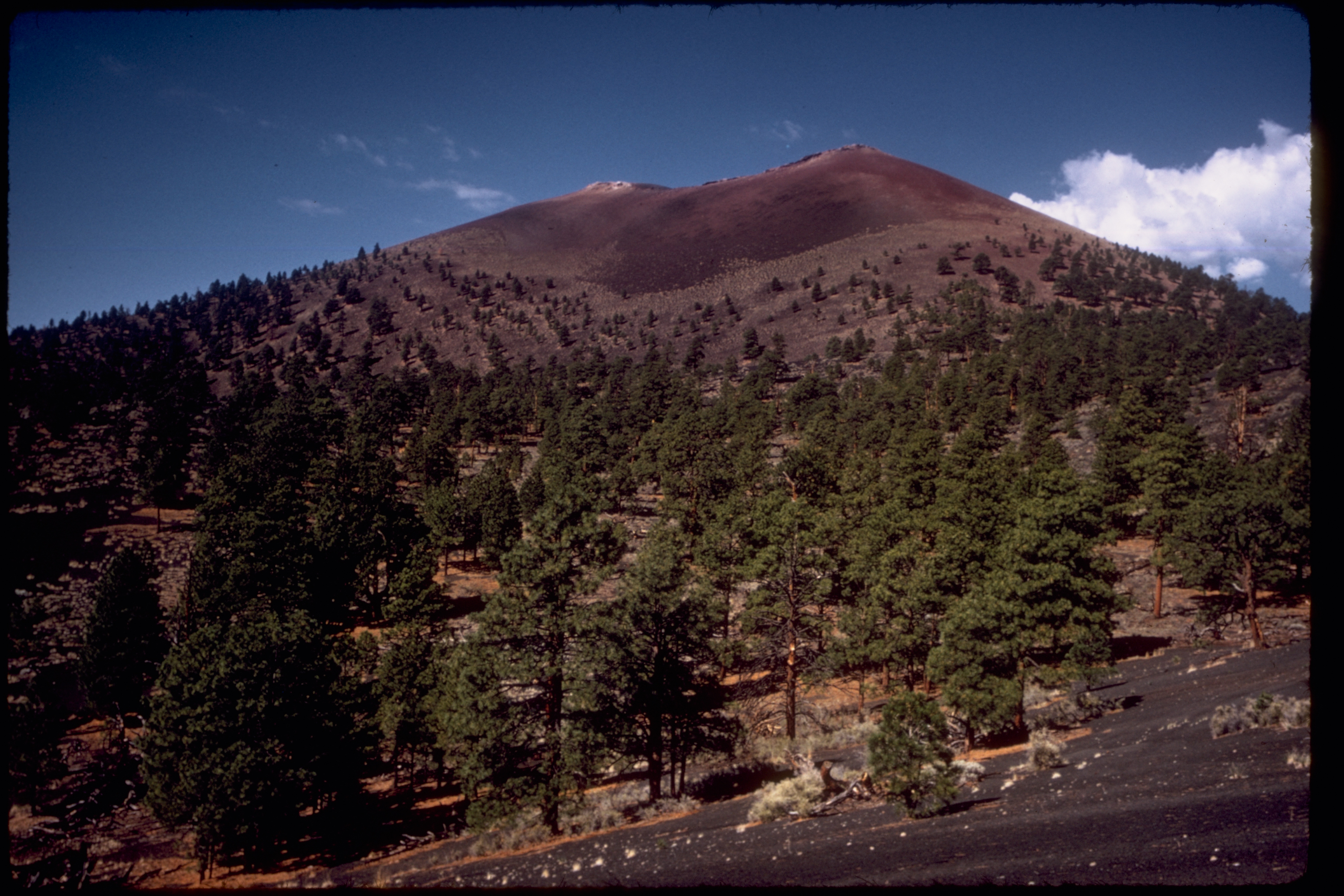